# Клепка

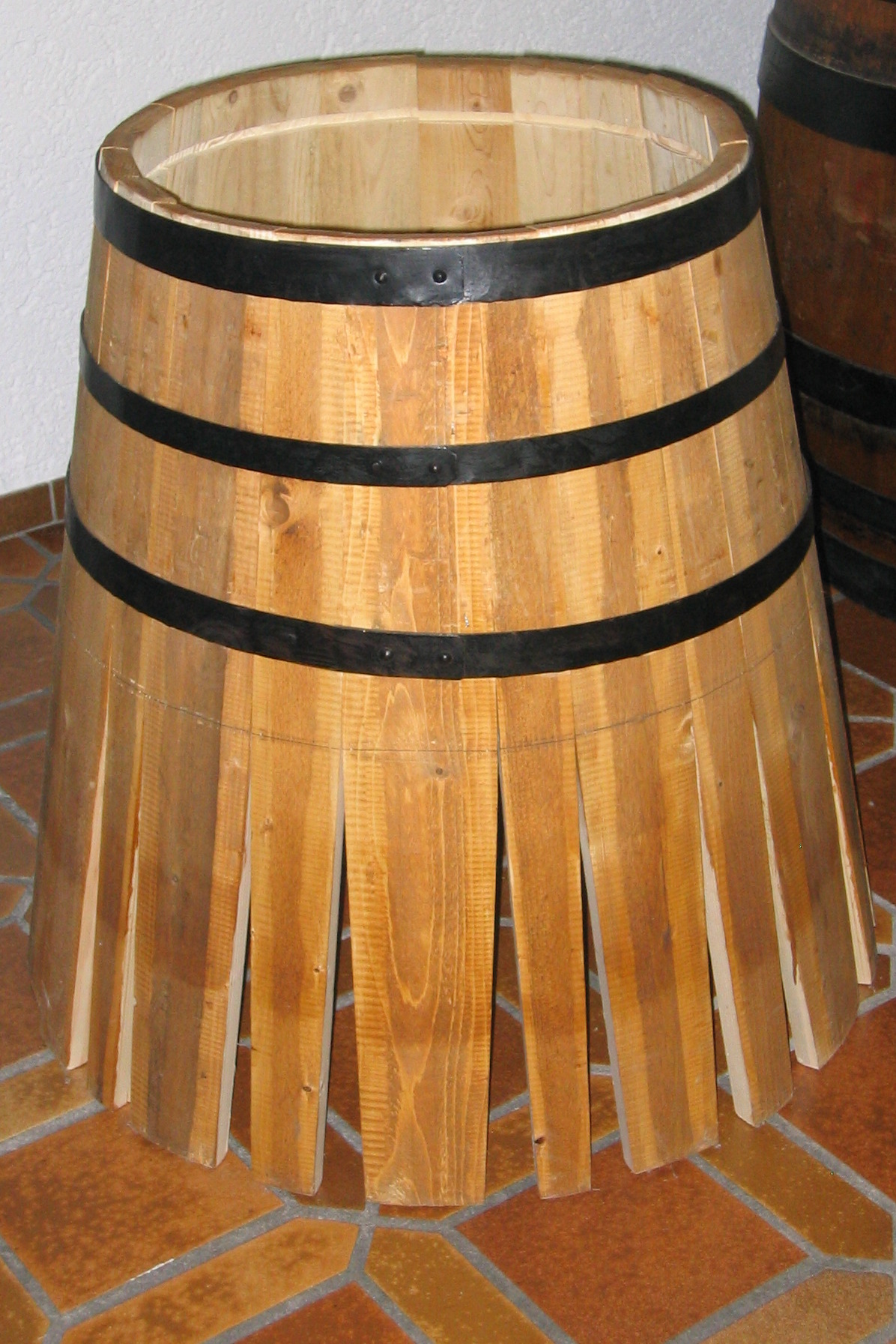
Клепки наполовину складеної бочки

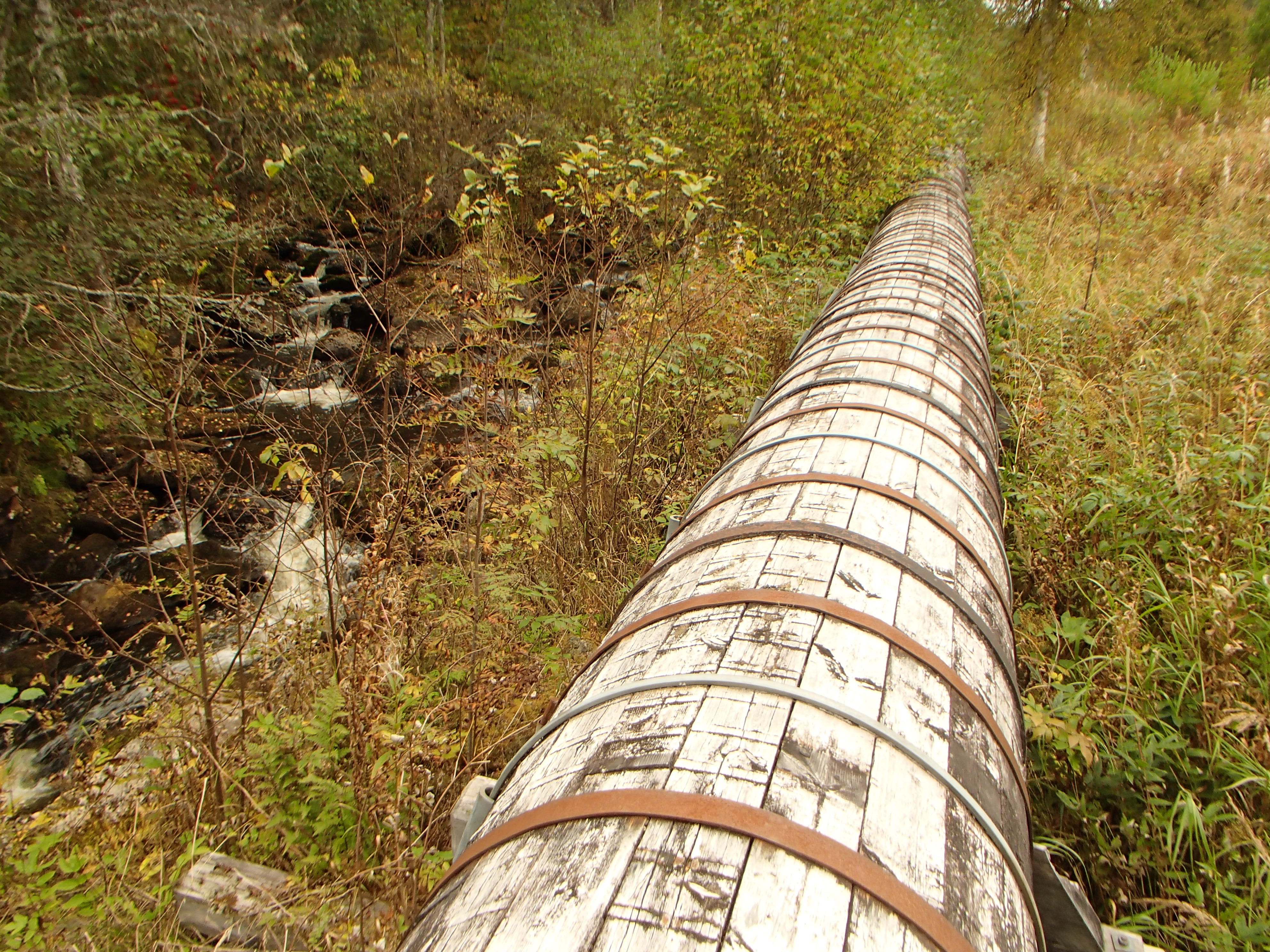
Водовід-млинівка лісопильня в Осені

Кле́пка, діал. до́ґа — кожна з опуклих дощечок, з яких складаються бондарні вироби (бочка, діжка тощо). Виготовляються із заздалегідь висушених брусків-заготовок, які називаються колодками (на Гуцульщині відомі як «гентини»). Деревина, що йде на виготовлення клепок, називається бондарним лісом. Найкращою деревиною для бочок під спиртні напої вважається дуб, для бочок під смолу і дьоготь використовується сосна, для бочок під сипкі речовини — липа й осика, на діжки для коров'ячого масла — вільха.
Залежно від способу обробки розрізняють колотий і пиляний бондарний ліс, залежно від призначення — ліс, що йде на боки посуду, і ліс для днищ. Клепки мають злегка скошені краї для кращого припасовування одна до однієї.
Клепки також використовувалися для виготовлення дерев'яних трубопроводів, водоводів гребель тощо.

## Мовні звороти
- Клепки розсохлись (клепку загубив, немає клепки, не вистачає клепки, бракує клепки [у голові]) — дурнуватий, несповна розуму[1].
- Клепку вставляти (вставити) — повчати, на розум наставляти[1].
- Орати клепкою — йти наперекір[2].